# École nationale d’ingénieurs de Saint-Étienne
Die École nationale d’ingénieurs de Saint-Étienne (ENISE) ist eine französische Ingenieurhochschule, die 1961 gegründet wurde.
Die Hochschule bildet Ingenieure mit einem multidisziplinären Profil aus, die in allen Bereichen der Industrie und des Dienstleistungssektors arbeiten.
Die ENISE ist in Saint-Étienne. Die Schule ist Mitglied der Universität Lyon.